# Борщов Ілля Григорович
Ілля́ Григо́рович Борщо́в (нар. 19 (31) липня 1833, Петербург — 30 квітня (12 травня) 1878) — український і російський ботанік та натураліст, фахівець у галузі анатомії та фізіології рослин.

## Біографія
Народився 1833 року в Петербурзі. Освіту здобув у Петербурзі в училищі святого Петра (Petershüle) та І Імператорському Александрівському ліцеї (1846 —1853 роки). Останній заклад закінчив по першому розряду. Під час навчання у ліцеї захопився ботанікою, підтримував зв'язок із професором К. А. Мейєром, директором імператорського ботанічного саду. Після закінчення ліцею обійняв посаду у міністерстві фінансів, через деякий час мав посаду помічника секретаря міністра. У цей час активно займався самоосвітою, вивченням іспанської мови та музики, гравюрою по каменю. Через Мейєра Борщов познайомився із академіком Ф. І. Рупрехтом, з яким бував у експедиціях Санкт-Петербурзькою губернією та згодом був запрошений Академією наук до опрацювання деяких матеріалів колекції (мохи та гриби), зібраної академіком Міддендорфом під час сибірської експедиції.
Цьому дослідженню присвячена робота Іллі Григоровича, що мала назву: «Musci taymyrenses, boganidenses et ochotenses, nec non fungi boganidenses et ochotenses, in expeditione Sibirica annis 1843 et 1844 collecti», та з'явилась у III виданні 2-ї частини тому І «Middendorfs Sibirische Reisen». Після чого, як результат спільних із Рупрехтом досліджень, Борщов наводить опис нових для петербурзької флори видів: «Fungae ingrici novi aut minus cogniti», що його було надруковано у «Beiträge zur Pflanzenkunde des Russischen Reiches», під редакцією Рупрехта.
1857 —1859 роки перебував із М. О. Сєвєрцовим у експедиції до берегів Аральського моря та до басейну р. Сир —Дар'ї, звідки привіз значний матеріал та гербарій.
1859 —1861 роки навчався в університеті Вюрцбурга у професора Шенка та отримав ступінь доктора філософії.
1862 рік — подав у відставку із Міністерства фінансів та переїхав до Києва.
1865 рік — захистив дисертацію на ступінь магістра ботаніки на тему: «Матеріали для ботанічної географії Арало-Каспійського краю».
1867 рік — захистив докторську дисертацію.
З 1865 року читав на кафедрі ботаніки лекції з фізіології та анатомії рослин як приват-доцент.
З 1868 року — екстраординарний та ординарний (з 1870 року) професор Університету Святого Володимира в Києві.
Під час набору пацієнтів до університетської лікарні у одному з військових шпиталів захворів на епідемічний висипний тиф. Хвороба проявилась саме тоді, коли вчений не мав медичної допомоги — у селі, куди він із родиною поїхав на Великдень. Відтак 30 квітня 1878 року передчасно пішов з життя. Похований у селі Будище Коропського району на Чернігівщині.

## Наукова діяльність
Наукові праці І. Г. Борщова присвячені різним питанням анатомії та фізіології рослин, флорі і ботанічній географії Арало-Каспійського краю, вивченню грибів і водоростей колишніх Петербурзької, Київської, Чернігівської та ін. губерній. Крім того, Борщов, вивчаючи будову колоїдів тіла рослин і тварин, довів, що колоїдні частинки є великими і складними молекулами особливої кристалічної структури. Борщов вперше встановив зв'язок поміж швидкістю дифузії та розміром часток. Деякі з праць вченого:
- «Musci taymyrenses, boganidenses et ochotenses, nec non fungi boganidenses et ochotenses, in expeditione Sibirica annis 1843 et 1844 collecti»/ III виданні 2-ї частини тому І «Middendorfs Sibirische Reisen»
- Матеріали до ботанічної географії Арало-Каспійського краю // Записки Імператорської Академії наук. 1865. № 1. Додаток до 7-го тому(рос.)
- Щодо решітчатих перенхіматозних елементів первинної кори Ceropegiae aphyllae etc. // Университетские известия, Киев, 1867(рос.)
- Матеріали для флори водоростей Чернігівської губернії // Записки Київського товариства дослідників природи, Т. I. 1870. Стор. 44-55(рос.)
- Прісноводні бацилярії (діатомові) Південно-Західної Росії, переважно губерній Київської, Чернігівської та Полтавської. /Die Susswasser-Bacillarien (Diatomeen) des sud-westliche Russlands, insbesondere der Gouvernements: Kiev, Czernigow und Poltawa. Київ, 1873 (паралельно російською та німецькою мовою)
- Водорості Аральського моря // Праці Арало-Каспійської експедиції, СПб.: Друкарня Стасюлевича, 1877 (Додаток II до записки В. Аленіцина «Аральське море»)(рос.)

## Пам'ять
1877 року Олександр Андрійович Бунге назвав на честь Борщова рід рослин Borsczowia родини амарантових. 1879 року Бунге, виправляючи власну помилку прізвища Борщова у назві рослини, ввів до ботанічної таксономії вірну назву — Борщовия (Borszczowia Bunge).
1958 року у річницю смерті вченого, коштом Київського університету на могилі у селі Будище встановлено пам'ятник.